# Tomáš Paprstka
Tomáš Paprstka (1 de marzo de 1992) es un deportista checo que compitió en ciclismo de montaña en la disciplina de campo a través. Ganó una medalla de bronce en el Campeonato Mundial de Ciclismo de Montaña de 2010 y una medalla de bronce en el Campeonato Europeo de Ciclismo de Montaña de 2010, ambas en la prueba por relevos.

## Palmarés internacional
| Campeonato Mundial | Campeonato Mundial        | Campeonato Mundial | Campeonato Mundial         |
| Año                | Lugar                     | Medalla            | Competición                |
| ------------------ | ------------------------- | ------------------ | -------------------------- |
| 2010               | Mont-Sainte-Anne (Canadá) | Medalla de bronce  | Campo a través por relevos |
| Campeonato Europeo |                           |                    |                            |
| Año                | Lugar                     | Medalla            | Competición                |
| 2010               | Haifa (Israel)            | Medalla de bronce  | Campo a través por relevos |